# Dvina septentrionale
Ne doit pas être confondue avec la Dvina occidentale, fleuve de Lettonie et Biélorussie.
La Dvina septentrionale ou Dvina du Nord (en russe : Северная Двина, Severnaïa Dvina) est un fleuve de 744 km qui coule dans le nord de la Russie d'Europe sur les territoires des oblast de Vologda et d'Arkhangelsk. Elle se jette dans la baie de la Dvina (mer Blanche) après avoir formé un delta. Le bassin de la Dvina septentrionale a une superficie de 357 052 km2.

## Cours du fleuve
Le fleuve prend naissance près de Veliki Oustioug par la jonction des rivières Ioug et Soukhona, ce dernier étant le cours d'eau le plus important et le plus long. La Dvina septentrionale, qui est à cet endroit très poissonneuse, dirige d'abord son cours vers le nord-ouest à travers une zone marécageuse et couverte de forêts, puis elle franchit une zone de collines : son cours se rétrécit et elle est bordée de hautes berges escarpées couronnées par la forêt. À 100 km d'Arkhangelsk son cours s'élargit à nouveau et se divise en plusieurs bras : elle a alors jusqu'à 7 km de large et 15 mètres de profondeur. Peu après Arkhangelsk, à l'est de  Severodvinsk, la Dvina septentrionale se termine par un grand delta de 900 km2 qui débouche dans la baie de la Dvina large de 70 km située en mer Blanche.

## La voie navigable
Le fleuve est navigable de bout en bout, mais il est gelé de décembre à avril ; il est utilisé de manière intensive pour le transport du bois par flottage. 
La Dvina septentrionale fait partie du système des Cinq-Mers et est une voie de communication importante de la Russie du nord. Le canal de la Dvina septentrionale (en) le relie à la Volga qui se jette dans la mer Caspienne et par un autre canal il est relié à la mer Noire. Un autre canal permet aux bateaux naviguant sur la Dvina septentrionale d'atteindre le golfe de Finlande en passant par les lacs Ladoga et Onega. Grâce à la Dvina, la mer Blanche est reliée à la fois à la mer du Nord et à la mer Méditerranée.

## Hydrologie
La Dvina septentrionale possède un régime pluvio-nival avec une dominante nivale. Le débit du fleuve connaît un maximum au mois de mai au moment de la fonte des neiges et un minimum en mars.

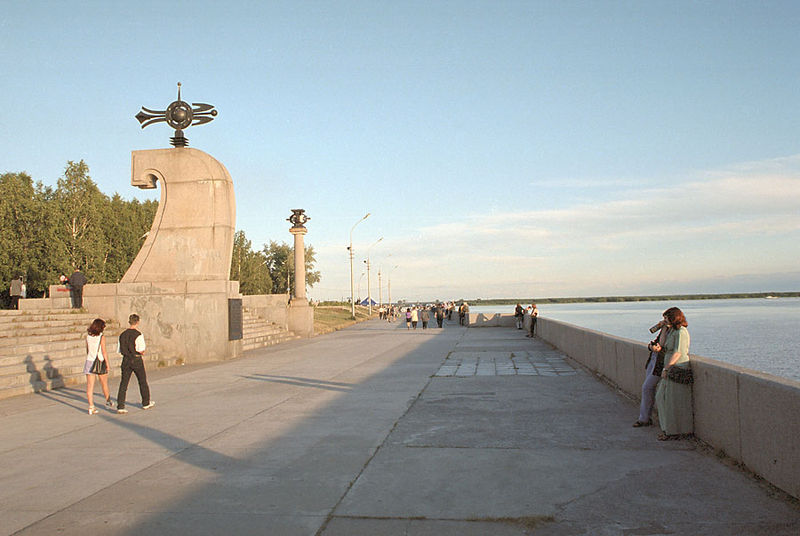
La Dvina septentrionale à Arkhangelsk.

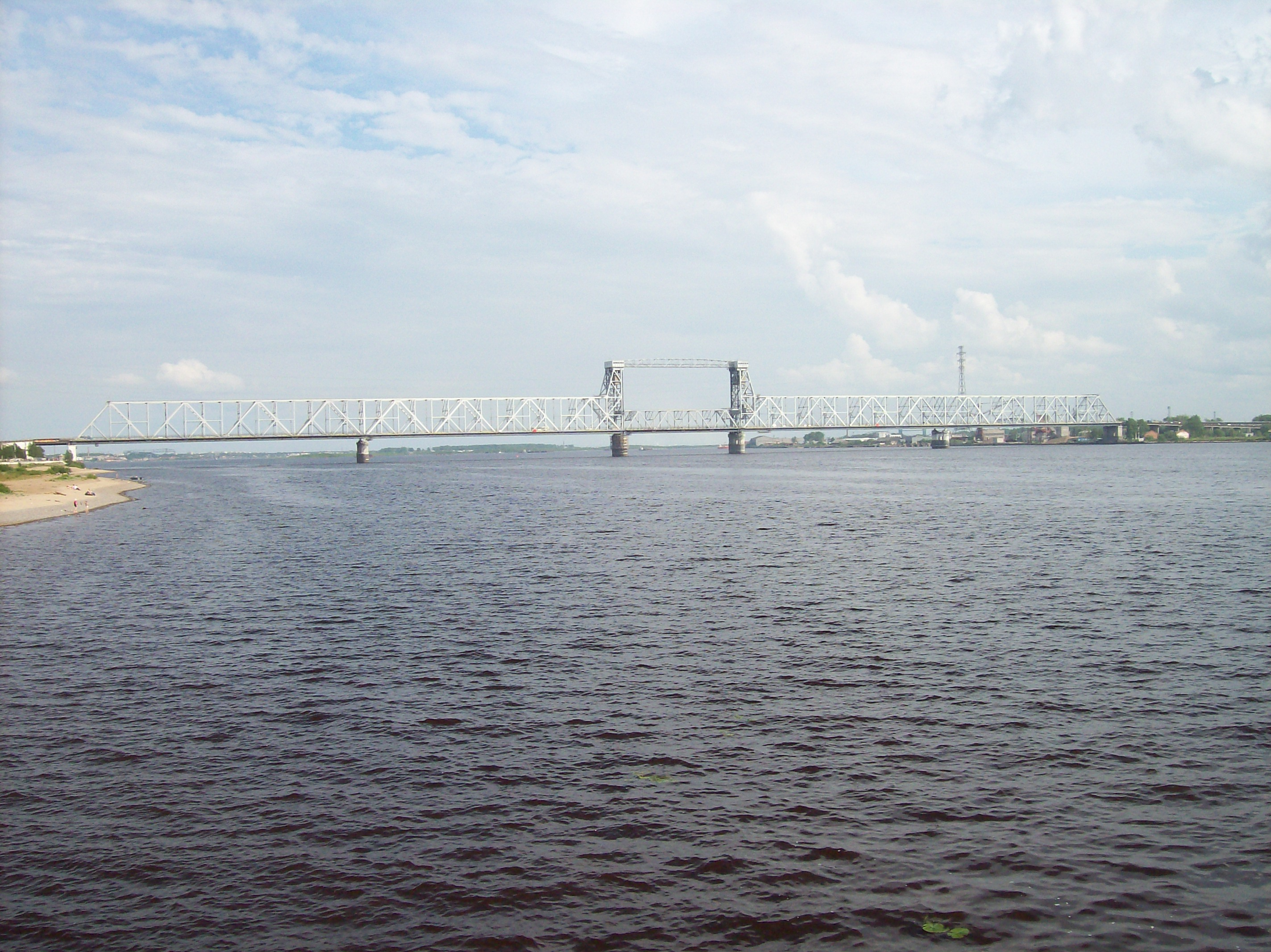
Pont sur la Dvina septentrionale à Arkhangelsk.

## Villes situées le long de la Dvina septentrionale
En se dirigeant vers le delta : 
- Veliki Oustioug
- Kotlas
- Novodvinsk
- Arkhangelsk
- Severodvinsk, port maritime situé à l'ouest du delta.

## Principaux affluents de la Dvina septentrionale
- Naissance à la confluence des rivières Soukhona  et Ioug.
- Pinega
- Ouftiouga
- Vaga
- Vytchegda
- Iemtsa